# Wolf-Rüdiger Schulz
Wolf-Rüdiger Schulz (* 4. Februar 1940 in Berlin-Spandau) ist ein deutscher Wasserballer und als Teilnehmer der Olympischen Spiele 1968 in Mexiko-Stadt erster Olympiateilnehmer Berlins im Wasserball nach dem Zweiten Weltkrieg.

## Karriere
Schon früh wurde Wolf-Rüdiger Schulz an das Schwimmen herangeführt, wechselte jedoch zum Wasserball, wo er sich schnell entwickelte und als Team-Captain die Jugendmannschaft von Spandau 04 zur norddeutschen Meisterschaft und zum vierten Platz der westdeutschen Meisterschaft 1957 führte. Zu dieser Zeit wurde er schon in die Herren-Mannschaft integriert. 1959 traf Wolf-Rüdiger Schulz auf den damaligen Wasserball-Bundestrainer Miklós Sárkány, der gegenüber dem Spandauer Volksblatt sagte, dass „der Borsch etwas werden kann“. Nach mehreren Einsätzen in der Junioren-Nationalmannschaft wurde Wolf-Rüdiger Schulz dann 1960 erstmals für die Herren-Nationalmannschaft aufgestellt. Mit diesem Spiel gegen Schweden war er der erste Berliner Wasserballer mit internationalem Auftritt nach dem Zweiten Weltkrieg.
1962 wechselte Wolf-Rüdiger Schulz zum ASC Duisburg, da ein persönliches Weiterkommen bei Spandau 04 durch den damaligen Inselstatus Berlins für schwierig gehalten wurde. 
1963 und 1965 errang Wolf-Rüdiger Schulz mit dem ASC Duisburg die Deutsche Meisterschaft im Wasserball und wurde mehrfacher Deutscher Meister im Schwimmen. Internationale Erfolge blieben Wolf-Rüdiger Schulz jedoch vorerst verwehrt. Die Europameisterschaft 1962 in Leipzig wurde infolge des Mauerbaus boykottiert und nach der Niederlage im Ausscheidungsspiel gegen die DDR 1964 verpasste er auch das Ticket zu den Olympischen Spielen in Tokio. Erst 1966 konnte er an der Europameisterschaft in Utrecht teilnehmen, wo er mit der bundesdeutschen Auswahl den siebten Platz belegte. Im selben Jahr kehrte Wolf-Rüdiger Schulz zur Mannschaft des SC Spandau 04 zurück, mit der er 1967 und 1968 die Berliner Meisterschaft errang. Durch seine Leistungen während der Turniere wurde er auch für die Nationalauswahl für die Olympischen Spiele in Mexiko aufgestellt. In diesem Zeitraum war er Gastspieler beim SC Rote Erde Hamm. Der enttäuschende neunte Platz bei den Olympischen Spielen wurde durch seine Nominierung in das Olympia-Dreamteam wieder aufgewogen, was ihn als einen der besten 14 Spieler des Turniers auszeichnete.
Nach den Olympischen Spielen 1968 zog sich Wolf-Rüdiger Schulz aus der Nationalmannschaft zurück, blieb jedoch bis heute aktiv. So wurde er 2000 im Alter von 60 Jahren mit einer Mannschaft von ehemaligen Spandauer Nationalspielern, den Moby Dicks, Weltmeister in der Altersgruppe 35 und älter. Er spielt immer noch bei Europa- und Weltmeisterschaften der Masters in einer Mannschaft des SV Cannstatt und wurde Deutscher- (2006, 2007, 2008, 2009, 2010, 2011, 2012), Europa- (2007, 2009, 2011) und Weltmeister (2010, 2012, 2014). 2018 wurde Wolf-Rüdiger Schulz als Masters-Wasserballspieler in die International Swimming Hall of Fame aufgenommen.
Mit der Bindung des Erfolgstrainers Alfred Balens an Spandau 04 schaffte Wolf-Rüdiger Schulz noch die Basis für die zukünftige Erfolgsgeschichte des Vereins.

## Privatleben
Wolf-Rüdiger Schulz studierte Betriebswirtschaft an der Freien Universität Berlin und arbeitete auch bis zu seiner Pensionierung 2005 als Diplom-Kaufmann. Er heiratete 1984 Waltraut Dautermann, mit der er zwei Kinder, Carsten und Alexander, hat.